# Espiral de Fermat
La espiral de Fermat, denominada así en honor de Pierre de Fermat y también conocida como espiral parabólica, es una curva que responde a la siguiente ecuación:
{\displaystyle r=\pm \theta ^{1/2}\,}
Es un caso particular de la espiral de Arquímedes.